# Raúl Cunya
 Raúl Cunya Campusano  (Piura, Perú, 1 de enero de 1990) es un futbolista peruano. Juega de delantero y su actual equipo es el Ugarte Chiclín. Tiene 35 años.

## Trayectoria
Jugó en el Club Atlético Grau hasta la temporada 2017
El año 2018 ficha por el Atlético Torino y luego refuerza al Alianza UDH para la finalisima del 2018 alcanzando el subcampeonato y clasificando al cuadrangular de ascenso y consiguen la clasificación a la Primera División de Perú.
El 2019 vuelve a disputar la finalisima del 2019 con el Club Sport Estrella
El 2020 llega a Tarma y ficha por el ADT de Tarma para disputar la Copa Perú.
En 2021 llega a Unión Deportivo Parachique.
En 2022 llega al Atlético Torino.
Desde 2023 hasta enero de 2025 jugó para el Deportivo Municipal de Vice, para luego fichar por el Ugarte Chiclín.

## Clubes
| Club                        | País | Año       |
| --------------------------- | ---- | --------- |
| Flamengo                    | Perú | 2010-2011 |
| Alianza Vallejiana          | Perú | 2011      |
| Flamengo de El Indio        | Perú | 2012      |
| Atlético Grau               | Perú | 2013      |
| Cristal Tumbes              | Perú | 2014      |
| Atlético Grau               | Perú | 2015-2017 |
| Atlético Torino             | Perú | 2018      |
| Alianza UDH                 | Perú | 2018      |
| Sport Estrella              | Perú | 2019      |
| ADT                         | Perú | 2020      |
| Unión Deportivo Parachique  | Perú | 2021      |
| Atlético Torino             | Perú | 2022-2023 |
| Deportivo Municipal de Vice | Perú | 2023-2025 |
| Ugarte Chiclín              | Perú | 2025 --   |